# Лідога
Лідо́га (рос. Лидога) — село у складі Нанайського району Хабаровського краю, Росія. Адміністративний центр та єдиний населений пункт Лідогинського сільського поселення.

## Географія
Село стоїть на правому березі протоки Ченка (правобережна протока Амура), відстань до витоку протоки до суднового ходу близько 8 км.

## Історія
Засноване 20 червня 1928 року. Перше поселення було невеликим (близько 30 будинків). У кінці 1930-их років почалося основне будівництво силами спецпереселенців. Були побудовані школа, клуб, будинок сільради. Основні заняття — риболовля і скотарство.

## Населення
Населення — 1634 особи (2010; 1679 у 2002).
Національний склад (станом на 2002 рік):
- росіяни — 71 %

## Транспорт
Село розташоване за 2 км від 214-го кілометра траси Р454 (Хабаровськ — Комсомольськ-на-Амурі).
Від околиць села починається автодорога «Лідога — Ваніно».

## Галерея

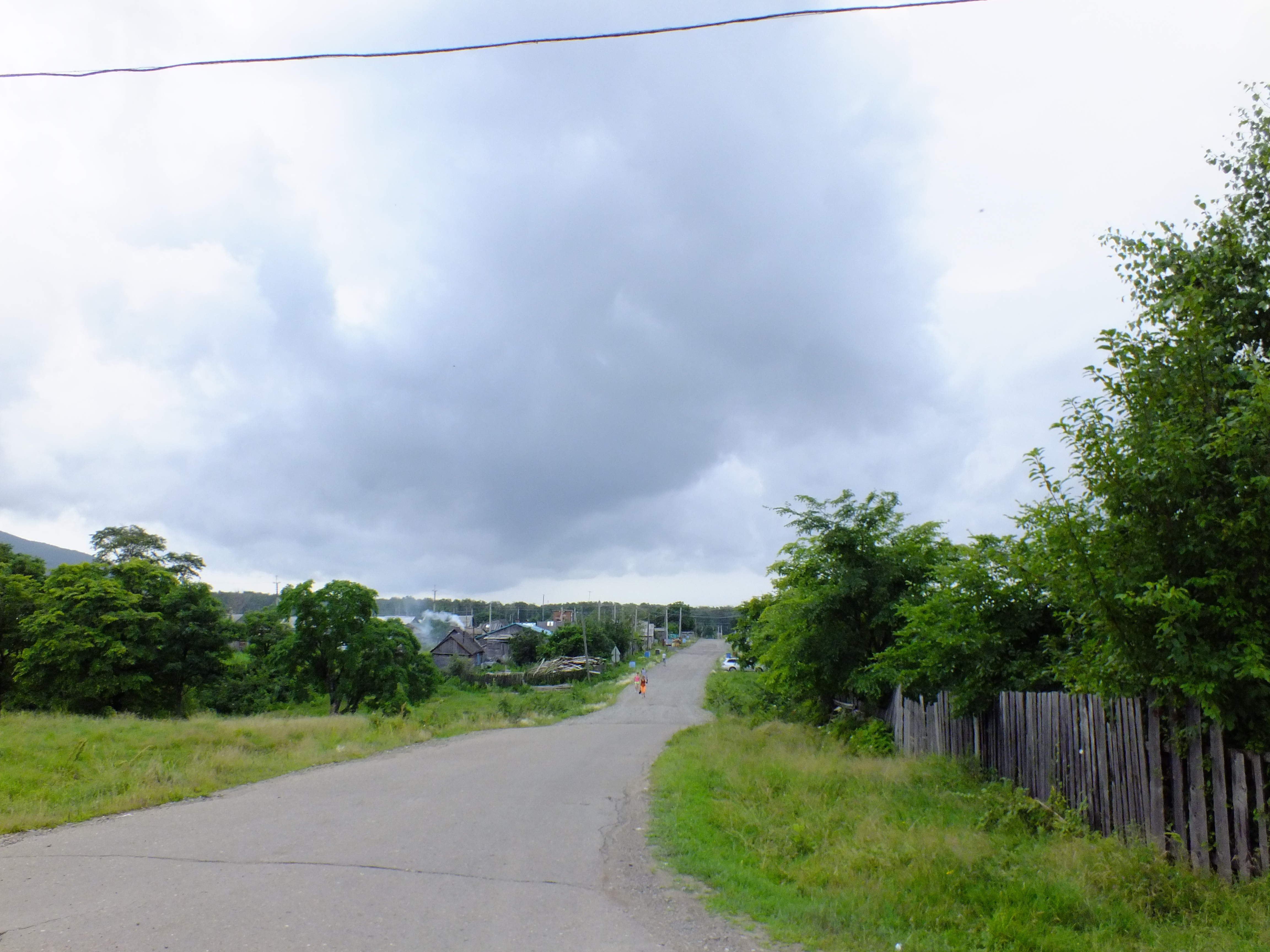
Село Лідога
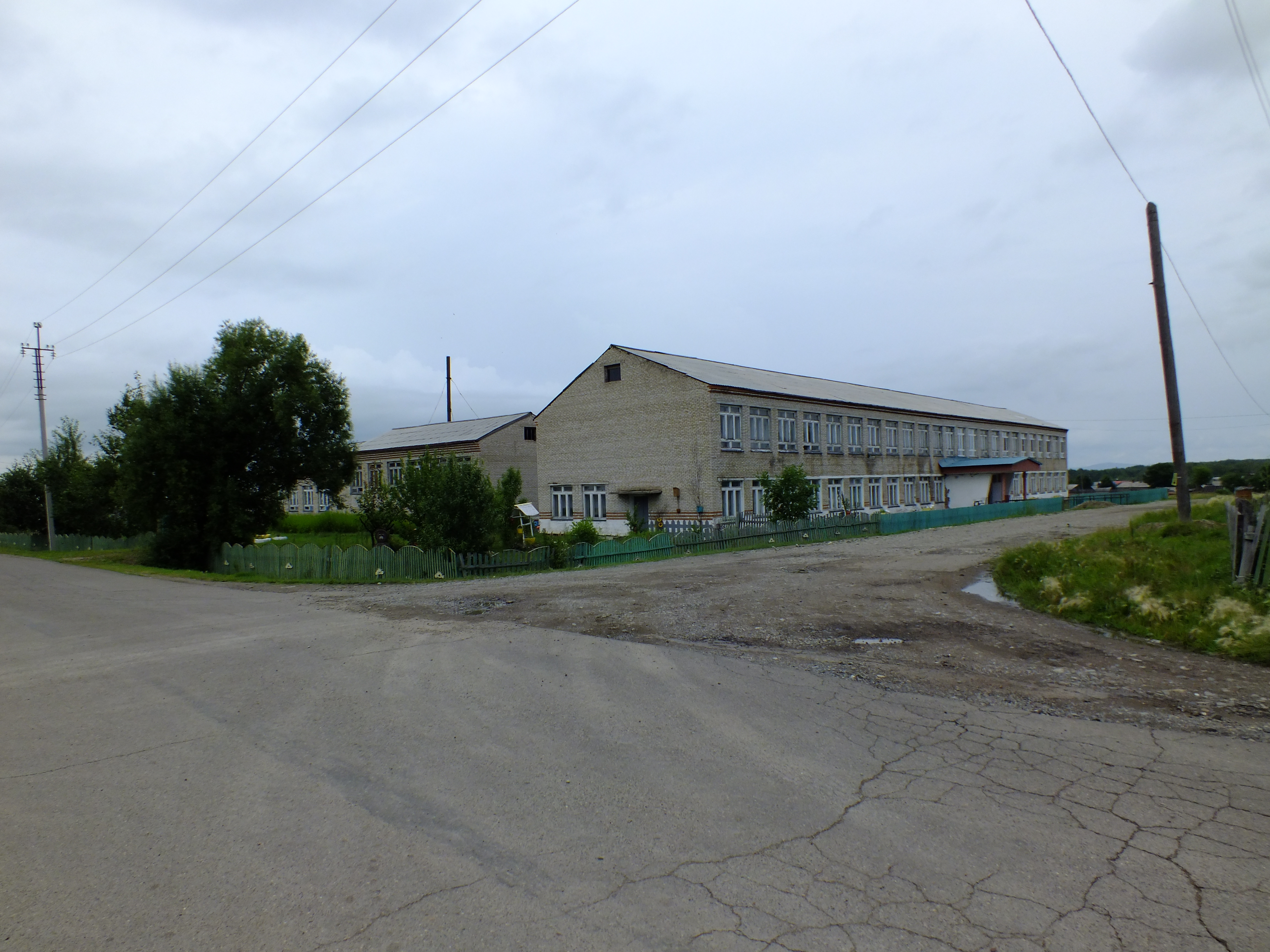
Село Лідога
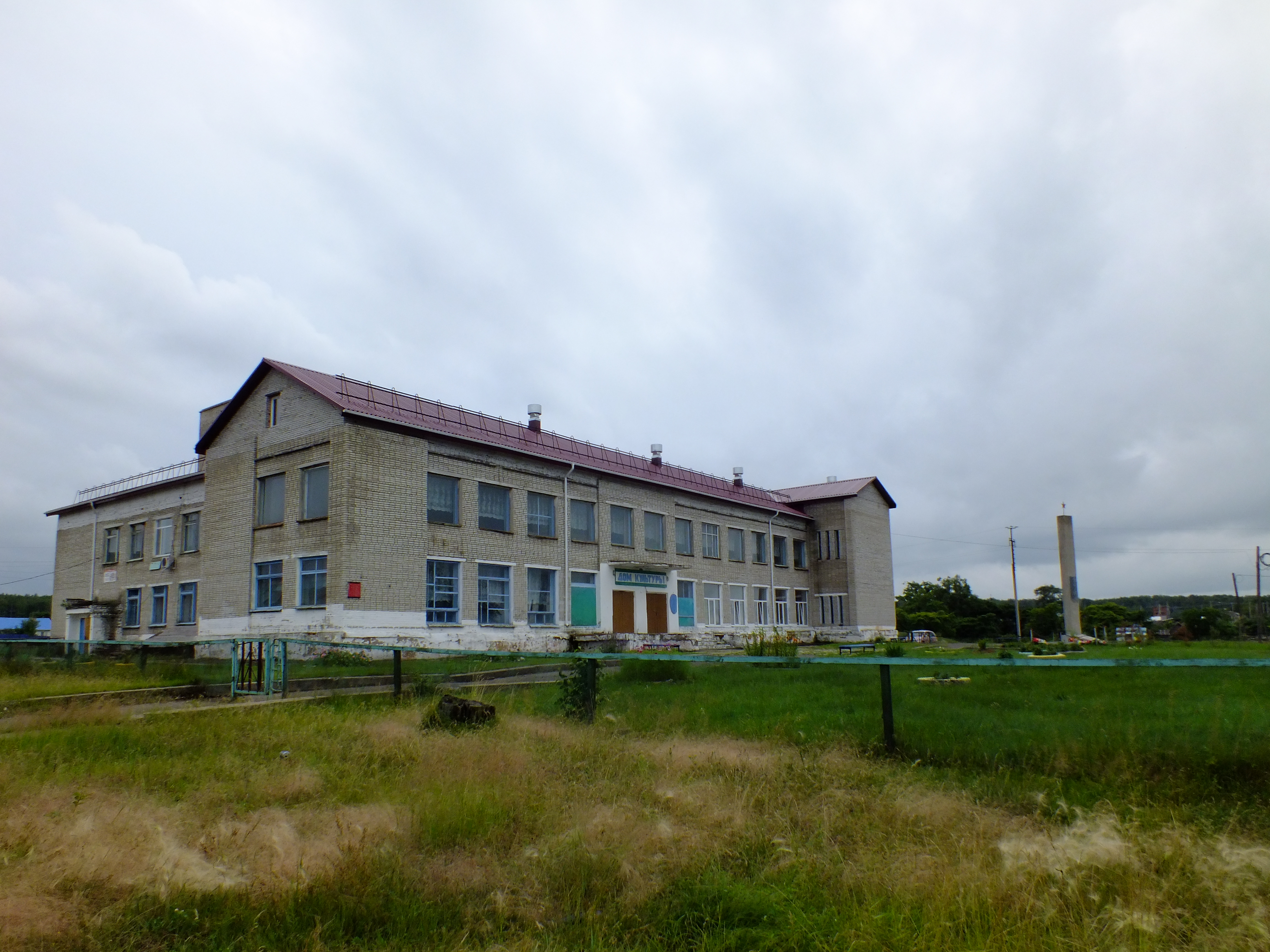
Село Лідога